# Elvan Abeylegesse
Elvan Abeylegesse, nata Hewan Abeye (Addis Abeba, 11 settembre 1982), è una mezzofondista etiope naturalizzata turca.

## Biografia
Hewan Abeye inizia a correre dedicandosi alla corsa campestre ed esordendo a livello internazionale ai Mondiali di cross di Belfast nel 1999, difendendo i colori etiopi e giungendo 9ª nella corsa juniores.
Nello stesso anno si trasferisce in Turchia, ottenendo la cittadinanza turca per matrimonio il 2 luglio 1999, e cambiando nome in Elvan Can. Dopo il divorzio dal marito il suo nome cambia nuovamente nome nell'attuale Elvan Abeylegesse.
L'11 giugno 2004 ai Bislett Games di Oslo stabilisce il record mondiale dei 5000 metri piani in 14'24"68, migliorando di oltre 3 secondi il precedente primato appartenente alla cinese Jiang Bo dal 1997. Elvan Abeylegesse diventa così la prima atleta turca capace di stabilire un record mondiale. Il primato verrà battuto il 3 giugno 2006 ad opera dell'etiope Meseret Defar, che corre a New York in 14'24"53.

## Palmarès
| Anno                            | Manifestazione             | Sede        | Evento         | Risultato | Prestazione | Note                                     |
| ------------------------------- | -------------------------- | ----------- | -------------- | --------- | ----------- | ---------------------------------------- |
| In rappresentanza dell' Etiopia |                            |             |                |           |             |                                          |
| 1999                            | Mondiali di cross          | Belfast     | Corsa juniores | 9ª        | 22'03"      |                                          |
| In rappresentanza della Turchia |                            |             |                |           |             |                                          |
| 1999                            | Mondiali allievi           | Bydgoszcz   | 3000 m piani   | 5ª        | 9'08"29     |                                          |
| 1999                            | Europei juniores           | Riga        | 5000 m piani   | Argento   | 16'06"40    |                                          |
| 2000                            | Mondiali di cross          | Vilamoura   | Corsa breve    | 90ª       | 14'30"      |                                          |
| 2000                            | Mondiali juniores          | Santiago    | 3000 m piani   | 6ª        | 9'28"20     |                                          |
| 2000                            | Mondiali juniores          | Santiago    | 5000 m piani   | 6ª        | 16'33"77    |                                          |
| 2001                            | Mondiali di cross          | Ostenda     | Corsa juniores | 22ª       | 23'30"      |                                          |
| 2001                            | Europei juniores           | Grosseto    | 3000 m piani   | Oro       | 8'53"42     |                                          |
| 2001                            | Europei juniores           | Grosseto    | 5000 m piani   | Oro       | 15'21"12    | Record dei campionati                    |
| 2001                            | Mondiali                   | Edmonton    | 5000 m piani   | Batteria  | 15'22"89    |                                          |
| 2001                            | Giochi del Mediterraneo    | Tunisi      | 10000 m piani  | Bronzo    | 32'29"20    |                                          |
| 2001                            | Europei di cross           | Thun        | Corsa juniores | Oro       | 10'35"      |                                          |
| 2002                            | Europei                    | Monaco      | 5000 m piani   | 7ª        | 15'24"41    |                                          |
| 2002                            | Europei di cross           | Medolino    | Corsa seniores | Bronzo    | 15'51"      |                                          |
| 2003                            | Europei under 23           | Bydgoszcz   | 5000 m piani   | Oro       | 15'16"79    |                                          |
| 2003                            | Mondiali                   | Saint-Denis | 5000 m piani   | 5ª        | 14'53"56    | Miglior prestazione personale            |
| 2003                            | Europei di cross           | Edimburgo   | Corsa seniores | Argento   | 22'13"      |                                          |
| 2004                            | Giochi olimpici            | Atene       | 1500 m piani   | 8ª        | 4'00"67     |                                          |
| 2004                            | Giochi olimpici            | Atene       | 5000 m piani   | 12ª       | 15'12"64    |                                          |
| 2006                            | Europei                    | Göteborg    | 5000 m piani   | Bronzo    | 14'59"29    | Miglior prestazione personale stagionale |
| 2007                            | Mondiali di cross          | Mombasa     | Corsa seniores | 28ª       | 29'26"      |                                          |
| 2007                            | Mondiali                   | Osaka       | 5000 m piani   | dq        | 15'00"88    | [ 5 ]                                    |
| 2007                            | Mondiali                   | Osaka       | 10000 m piani  | dq        | 31'59"40    | [ 6 ]                                    |
| 2008                            | Giochi olimpici            | Pechino     | 5000 m piani   | dq        | 15'42"74"   | [ 6 ]                                    |
| 2008                            | Giochi olimpici            | Pechino     | 10000 m piani  | dq        | 29'56"34"   | [ 6 ]                                    |
| 2009                            | Giochi del Mediterraneo    | Pescara     | 10000 m piani  | dq        | 31'51"98    | [ 7 ]                                    |
| 2009                            | Mondiali                   | Berlino     | 10000 m piani  | dq        | Finale      |                                          |
| 2010                            | Europei                    | Barcellona  | 5000 m piani   | Oro       | 14'54"44    | Record dei campionati                    |
| 2010                            | Europei                    | Barcellona  | 10000 m piani  | Oro       | 31'10"23    |                                          |
| 2013                            | Giochi del Mediterraneo    | Mersin      | 10000 m piani  | Argento   | 32'59"30    |                                          |
| 2014                            | Mondiali di mezza maratona | Copenaghen  | Individuale    | 58ª       | 1h15'58"    | Miglior prestazione personale stagionale |
| 2014                            | Mondiali di mezza maratona | Copenaghen  | A squadre      | 13ª       | 3h52'06"    |                                          |
| 2014                            | Europei                    | Zurigo      | Maratona       | 5ª        | 2h29'46"    |                                          |
| 2018                            | Giochi del Mediterraneo    | Tarragona   | Mezza maratona | 4ª        | 1h18'47"    |                                          |
| 2019                            | Mondiali                   | Doha        | Maratona       | dnf       | dnf         |                                          |

## Altre competizioni internazionali
2004
- Oro ai Bislett Games ( Oslo), 5000 m piani - 14'24"68